# 28 augustus
28 augustus is de 240ste dag van het jaar (241ste dag in een schrikkeljaar) in de gregoriaanse kalender. Hierna volgen nog 125 dagen tot het einde van het jaar.

## Gebeurtenissen
- Algemeen
  - 1913 - Koningin Wilhelmina opent het Vredespaleis in Den Haag.
  - 1979 - In Nijmegen klapt een lege passagierstrein op een sneltrein met passagiers op het eenzelfde spoor ter hoogte van de landbouwbuurt. Hierbij vallen in totaal 8 doden.
  - 1979 - Een bom van de Provisional IRA explodeert op de Grote Markt in Brussel.
  - 1988 - Tijdens een luchtshow op de vliegbasis Ramstein in West-Duitsland bij het voorvliegen van het Frecce Tricolori demonstratieteam botsen drie vliegtuigen tegen elkaar, 70 mensen komen om het leven.
  - 1990 - Tornado's treffen de Amerikaanse staat Illinois, waarbij ten minste 23 mensen het leven laten.
  - 1993 - Een dam in Qinghai (China) breekt door, 223 mensen verliezen het leven.
  - 1993 - 76 doden bij een vliegtuigongeluk in Tadzjikistan.
  - 2006 - In de Turkse badplaats Marmaris vindt een reeks bomaanslagen plaats.
  - 2023 - In Rotterdam vinden twee schietpartijen plaats, waarbij 2 mensen om het leven komen en 1 persoon raakt zwaargewond.
- Media
  - 1945 - In Argentinië wordt de krant Clarín opgericht.
  - 1995 - Eerste uitzending SBS6.
  - 2020 - Journalist en nieuwslezeres Astrid Kersseboom wint De Slimste Mens.
- Oorlog
  - 1916 - Duitsland verklaart de oorlog aan Roemenië.
  - 1916 - Italië verklaart de oorlog aan Duitsland.
  - 1938 - Tweede Wereldoorlog - het concentratiekamp Mauthausen wordt geopend.
  - 1939 - In Nederland wordt de algemene mobilisatie afgekondigd.
  - 1939 - De Nederlandse motortorpedoboot TM 51 vaart tijdens een verlengde proefvaart naar Nederland om inbeslagname door de Britse regering te voorkomen.
  - 1944 - Marseille en Toulon worden bij Operatie Dragoon bevrijd door de geallieerden.
  - 1990 - Irak verklaart dat Koeweit een provincie van Irak is.
  - 1995 - Een mortier doodt 38 mensen in Sarajevo, Bosnië. De NAVO-actie tegen de Bosnische Serviërs is een reactie op dit incident.
- Politiek
  - 475 - Julius Nepos wordt in Ravenna afgezet als keizer van het West-Romeinse Rijk.
  - 1833 - De slavernij wordt afgeschaft in het Britse rijk.
  - 1848 - Ondertekening Nederlandse Grondwet door koning Willem II
  - 1943 - De Deense regering treedt af nadat de Duitse bezetter een ultimatum heeft gesteld omtrent het straffen van verzetsstrijders.
  - 1963 - Martin Luther King geeft zijn beroemde I Have a Dream speech tijdens een burgerrechtendemonstratie in Washington D.C.
  - 1996 - Prins Charles en Prinses Diana scheiden.
  - 2007 - Abdullah Gül wordt door het Turkse parlement gekozen tot de 11e president van Turkije.
- Sport
  - 1920 - Het duel tussen Joegoslavië en Tsjecho-Slowakije (0-7) in Antwerpen betekent voor beide landen de eerste officiële voetbalinterland uit de geschiedenis.
  - 2005 - In de Amsterdam ArenA wint Feyenoord de honderdste editie van Ajax-Feyenoord door de Amsterdamse voetbalclub Ajax met 1-2 te verslaan.
  - 2015 - In Beijing wint Dafne Schippers de wereldtitel op de 200 meter sprint. Het is Nederlands eerste gouden medaille ooit bij de WK atletiek voor een vrouw.
  - 2016 - Dertien dagen na het behalen van haar olympische titel in Rio de Janeiro verbetert de Poolse atlete Anita Włodarczyk haar eigen wereldrecord kogelslingeren (82,29 meter) met een worp van 82,98 meter.
- Wetenschap en technologie
  - 1789 - Ontdekking van het Saturnusmaantje Enceladus door William Herschel.
  - 1831 - Michael Faraday ontdekt de elektro-magnetische inductie.
  - 1974 - Landing van het bemande Sojoez 15 ruimtevaartuig na een missie van 2 dagen waarbij het bij het Saljoet 3 ruimtestation kwam, maar er geen koppeling plaatsvond.[1]
  - 1993 - Het Galileo ruimtevaartuig dat op weg is naar de planeet Jupiter vliegt op een afstand van 2.400 km langs de planetoïde (243) Ida.[2]
  - 2022 - Lancering van een Falcon 9 raket van SpaceX vanaf Kennedy Space Center Lanceercomplex 40 voor de Starlink Group 4-23 missie met 54 Starlink satellieten.[3]

## Geboren

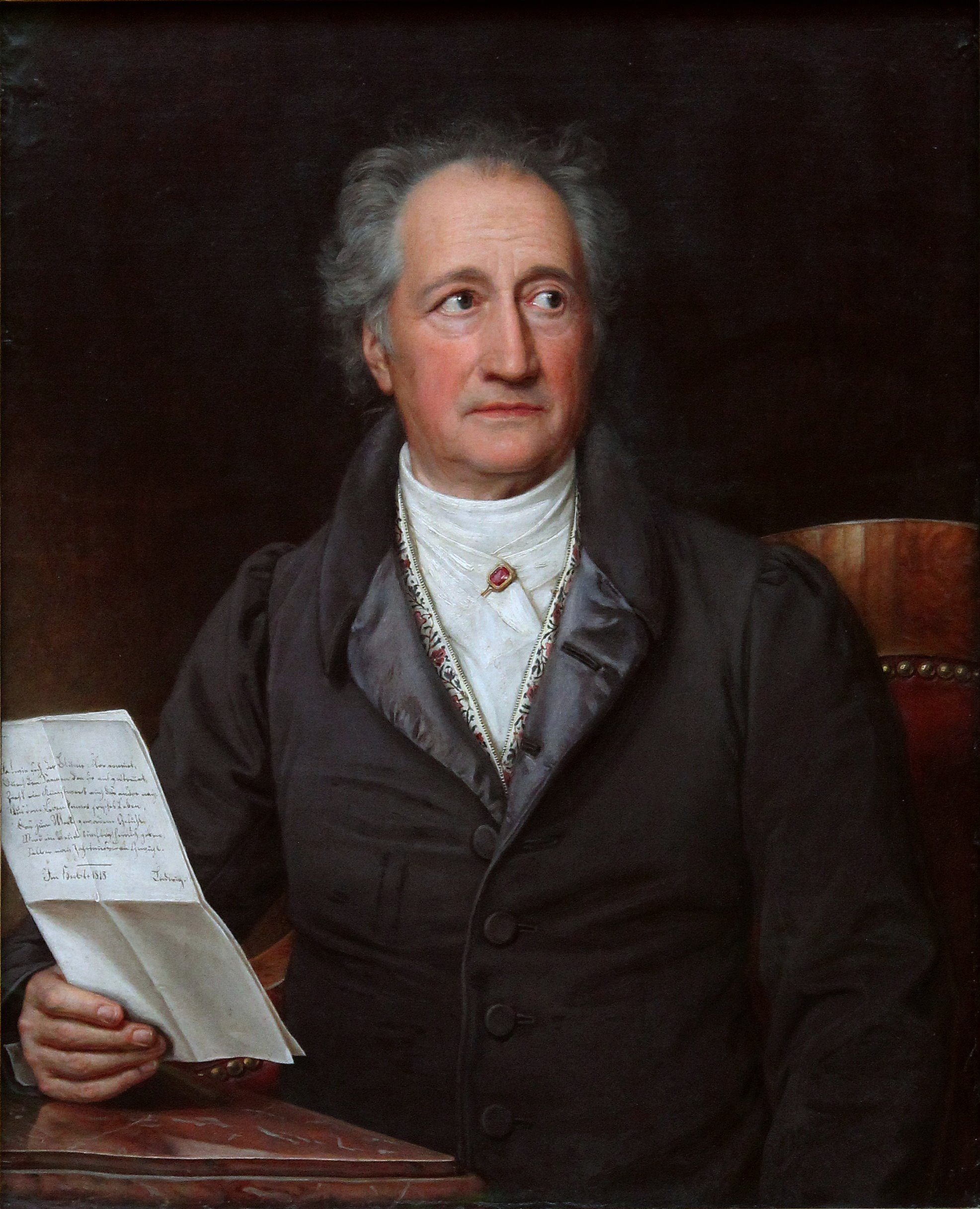
Johann Wolfgang von Goethe
geboren in 1749

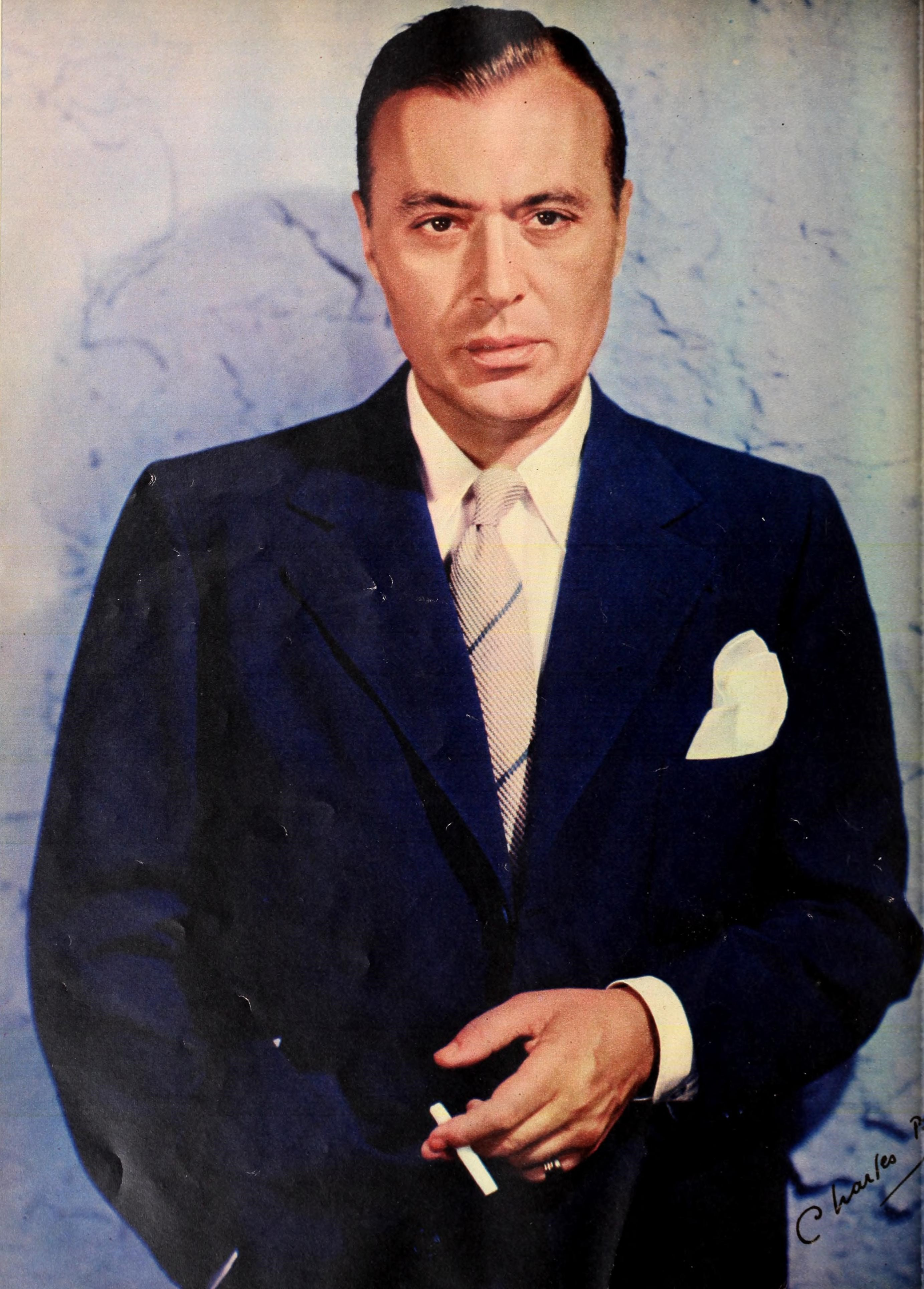
Charles Boyer
geboren in 1899

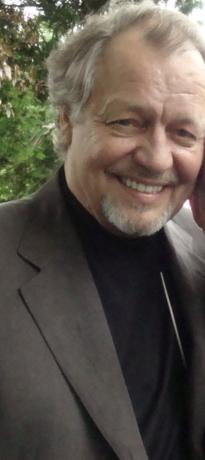
David Soul
geboren in 1943

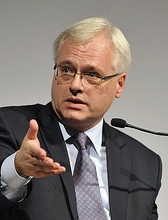
Ivo Josipović
geboren in 1957

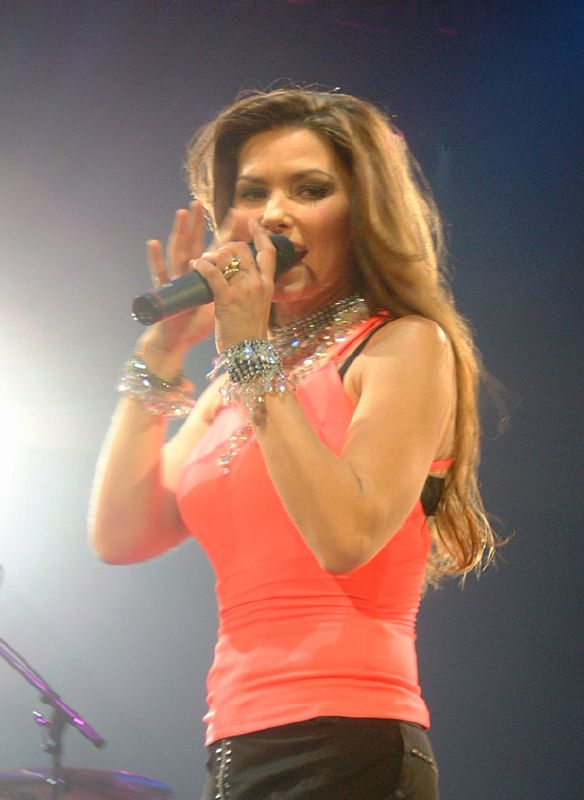
Shania Twain
geboren in 1965

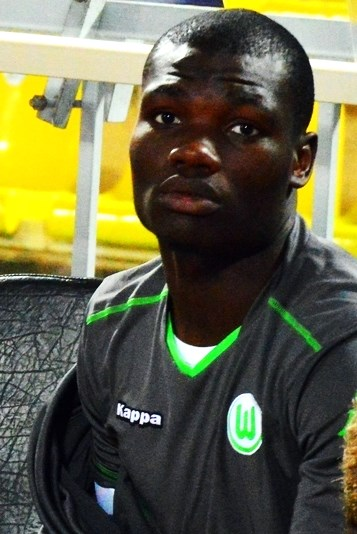
Junior Malanda
geboren in 1994

- 865 - Muhammad ibn Zakarīya Rāzi, Perzisch geneeskundige (overleden 925)
- 933 - Richard I, hertog van Normandië (overleden 996)
- 1749 - Johann Wolfgang von Goethe, Duits schrijver en wetenschapper (overleden 1832)
- 1753 - Josephus Augustinus Brentano, Nederlands kunstverzamelaar en mecenas (overleden 1821)
- 1784 - Nicaise Augustin Desvaux, Frans botanicus (overleden 1856)
- 1794 - Joannes Zwijsen, Nederlands aartsbisschop van Utrecht (overleden 1877)
- 1801 - Antoine-Augustin Cournot, Frans wiskundige, econoom en filosoof (overleden 1877)
- 1821 - Thomas Seddon, Engels kunstschilder (overleden 1856)
- 1840 - Ira David Sankey, Amerikaans gospelzanger en componist (overleden 1908)
- 1842 - Louis Le Prince, Frans uitvinder (vermist sinds 1890)
- 1846 - Anton Kerssemakers, Nederlands kunstschilder (overleden 1924)
- 1853 - Frans I, vorst van Liechtenstein (overleden 1938)
- 1853 - Vladimir Sjoechov, Russisch architect en natuurkundige (overleden 1939)
- 1859 - Arnold Frederik Holleman, Nederlands scheikundige en hoogleraar (overleden 1953)
- 1867 - Umberto Giordano, Italiaans componist (overleden 1948)
- 1872 - Manuel Márquez Sterling, Cubaans diplomaat, journalist en politicus (overleden 1934)
- 1877 - Oscar Lagrou, Belgisch ondernemer (overleden 1935)
- 1881 - Arne Eggen, Noors componist en organist (overleden 1955)
- 1882 - Mart Saar, Estisch componist (overleden 1963)
- 1890 - Gustaf Dyrsch, Zweeds ruiter (overleden 1974)
- 1894 - Karl Böhm, Oostenrijks dirigent (overleden 1981)
- 1896 - Harry Dénis, Nederlands voetballer (overleden 1971)
- 1897 - Riek van Rumt, Nederlands gymnaste (overleden 1985)
- 1899 - Charles Boyer, Frans-Amerikaans acteur (overleden 1978)
- 1899 - Rufino Tamayo, Mexicaans kunstschilder (overleden 1991)
- 1903 - Bruno Bettelheim, Oostenrijks psycholoog (overleden 1990)
- 1906 - John Betjeman, Engels dichter en literatuurcriticus; Poet Laureate 1972-1984 (overleden 1984)
- 1906 - Klaas Schenk, Nederlands schaatscoach (overleden 1993)
- 1909 - Wiesje Bouwmeester, Nederlands actrice (overleden 1979)
- 1911 - Joseph Luns, Nederlands politicus (overleden 2002)
- 1917 - Jack Kirby, Amerikaans stripauteur (overleden 1994)
- 1918 - Václav Bedřich, Tsjechisch regisseur van animatiefilms (overleden 2009)
- 1918 - Guus Brox, Nederlands voetbalmanager (overleden 2001)
- 1918 - Piet Knijnenburg, Nederlands motorsporter (overleden 2017)
- 1919 - Jant Smit, Nederlands beeldhouwer (overleden 1969)
- 1920 - Frits Bernard, Nederlands psycholoog, seksuoloog en schrijver (overleden 2006)
- 1921 - Joop Doderer, Nederlands acteur (overleden 2005)
- 1921 - Fernando Fernán Gómez, Spaans cineast, acteur en screenwriter (overleden 2007)
- 1921 - Lidia Gueiler Tejada, president van Bolivia (overleden 2011)
- 1924 - Jimmy Daywalt, Amerikaans autocoureur (overleden 1966)
- 1924 - Janet Frame, Nieuw-Zeelands schrijver (overleden 2004)
- 1925 - Donald O'Connor, Amerikaans zanger, danser en acteur (overleden 2003)
- 1927 - Auke Bloembergen, Nederlands raadsheer en hoogleraar (overleden 2016)
- 1928 - Karl-Michael Vogler, Duits filmacteur (overleden 2009)
- 1930 - Windsor Davies, Brits acteur (overleden 2019)
- 1930 - Ben Gazzara, Amerikaans acteur (overleden 2012)
- 1930 - Irinej van Servië, Servisch geestelijke; patriarch van de Servisch-orthodoxe kerk (overleden 2020)
- 1931 - Cristina Deutekom, Nederlands sopraan (overleden 2014)
- 1932 - Otto van Diepen, Nederlands politicus (overleden 2016)
- 1937 - Clem Cattini, Brits drummer
- 1937 - A. Moonen, Nederlands schrijver (overleden 2007)
- 1938 - Maurizio Costanzo, Italiaans journalist, tv-presentator en scenarioschrijver (overleden 2023)
- 1938 - Dick Creith, Noord-Iers motorcoureur
- 1939 - Charles De Backere, Belgisch atleet
- 1940 - Alphons Freijmuth, Nederlands schilder en beeldhouwer
- 1940 - Vic Goedseels, Belgisch landbouwkundige (overleden 2024)
- 1940 - Siepie de Jong, Nederlands politica; staatssecretaris en burgemeester van Leek 1984-2005
- 1940 - Wim Kozijn, Nederlands politicus (overleden 2024)
- 1940 - Roger Pingeon, Frans wielrenner en Tourwinnaar (overleden 2017)
- 1941 - John Marshall, Brits drummer (overleden 2023)
- 1942 - José Eduardo dos Santos, Angolees politicus; president 1979-2017 (overleden 2022)
- 1942 - Jorge Liberato Urosa Savino, Venezolaans kardinaal-aartsbisschop van Caracas (overleden 2021)
- 1943 - Miep Brons, Nederlands zakenvrouw (overleden 2016)
- 1943 - David Soul, Amerikaans-Brits acteur en zanger (overleden 2024)
- 1944 - Marianne Heemskerk, Nederlands zwemster
- 1944 - Rob van de Meeberg, Nederlands acteur, cabaretier en zanger
- 1948 - Vonda N. McIntyre, Amerikaans schrijfster (overleden 2019)
- 1949 - Dennis Davis, Amerikaans drummer (overleden 2016)
- 1950 - Lindsay Bloom, Amerikaans actrice
- 1950 - Willem van Schendel, Nederlands jurist (overleden 2024)
- 1952 - Serge Parsani, Italiaans wielrenner en ploegleider
- 1953 - Tõnu Kaljuste, Estisch dirigent
- 1957 - Henk Boeve, Nederlands wielrenner
- 1957 - Viktor Christenko, Russisch premier
- 1957 - Ivo Josipović, Kroatisch president
- 1957 - Manuel Preciado, Spaans voetballer en voetbaltrainer (overleden 2012)
- 1957 - Daniel Stern, Amerikaans acteur
- 1959 - Sjaak Troost, Nederlands voetballer
- 1960 - Edhi Handoko, Indonesisch schaakgrootmeester (overleden 2009)
- 1960 - Mario Molegraaf, Nederlands schrijver en vertaler
- 1960 - Julio César Romero, Paraguayaans voetballer
- 1961 - Kim Appleby, Engels zangeres (Mel & Kim)
- 1961 - Jennifer Coolidge, Amerikaans actrice
- 1961 - Robert Vunderink, Nederlands schaatser
- 1963 - Simone Colombo, Italiaans tennisser
- 1963 - Regina Jacobs, Amerikaans atlete
- 1963 - Waldemar Legień, Pools judoka
- 1965 - Amanda Tapping, Canadees actrice
- 1965 - Shania Twain, Canadees zangeres
- 1966 - René Higuita, Colombiaans voetballer
- 1968 - Michel Adam, Nederlands voetballer en ondernemer
- 1968 - Billy Boyd, Schots acteur
- 1968 - Ján Svorada, Tsjechisch wielrenner
- 1969 - Jack Black, Amerikaans acteur
- 1969 - Robert Englaro, Sloveens voetballer
- 1969 - Joakim Haeggman, Zweeds golfer
- 1969 - Jason Priestley, Amerikaans acteur
- 1970 - Loïc Leferme, Frans freediver (overleden 2007)
- 1970 - Nuța Olaru, Roemeens atlete
- 1970 - Diana Rast, Zwitsers wielrenster
- 1971 - Janet Evans, Amerikaans zwemster en olympisch kampioene
- 1971 - Phaedra Hoste, Belgisch model en presentatrice
- 1972 - Beertje van Beers, Nederlands televisiepresentatrice
- 1972 - Iván Gabrich, Argentijns voetballer
- 1974 - Oliver Glasner, Oostenrijks voetbalcoach en voetballer
- 1974 - Carsten Jancker, Duits voetballer
- 1974 - Tyree Washington, Amerikaans atleet
- 1975 - Pietro Caucchioli, Italiaans wielrenner
- 1975 - Abdelhakim Maazouz, Algerijns atleet
- 1977 - Daniel Andersson, Zweeds voetballer
- 1977 - Ambesse Tolosa, Ethiopisch atleet
- 1978 - Yves Allegro, Zwitsers tennisser
- 1979 - Maarten Goudzwaard, Nederlands politicus
- 1979 - Robert Hoyzer, Duits voetbalscheidsrechter
- 1979 - Daniel Yego, Keniaans atleet
- 1980 - Edwin Linssen, Nederlands voetballer
- 1981 - Daniel Gygax, Zwitsers voetballer
- 1982 - Thiago Motta, Braziliaans-Italiaans voetballer
- 1982 - LeAnn Rimes, Amerikaans zangeres
- 1983 - Manuela Mölgg, Italiaans alpineskiester
- 1983 - Christian Pander, Duits voetballer
- 1984 - Anastasiya Kuzmina, Russisch-Slowaaks biatlete
- 1985 - Zdenko Kaprálik, Slowaaks voetballer
- 1986 - James Davison, Australisch autocoureur
- 1986 - Matthew Edgar, Engels darter
- 1986 - Jeff Green, Amerikaans basketballer
- 1986 - Fons Hendriks, Nederlands verslaggever en presentator
- 1986 - Gilad Shalit, Israëlisch militair
- 1986 - Florence Welch, Brits zangeres
- 1987 - Rouwen Hennings, Duits voetballer
- 1987 - Donovan Slijngard, Nederlands voetballer
- 1988 - Shalita Grant, Amerikaans actrice
- 1988 - Ray Jones, Engels voetballer (overleden 2007)
- 1988 - Rydell Poepon, Nederlands voetballer
- 1988 - Yoel Rodríguez, Spaans voetbaldoelman
- 1989 - César Azpilicueta, Spaans voetballer
- 1989 - Valtteri Bottas, Fins autocoureur
- 1990 - Michael Christensen, Deens autocoureur
- 1990 - Bojan Krkić, Spaans voetballer
- 1991 - Gergő Bogár, Hongaars voetbalscheidsrechter
- 1991 - Funso Ojo, Belgisch voetballer
- 1991 - Bart Schenkeveld, Nederlands voetballer
- 1992 - Hanna Hoeskova, Wit-Russisch freestyleskiester
- 1993 - Li Yunqi, Chinees zwemmer
- 1994 - Junior Malanda, Belgisch voetballer (overleden 2015)
- 1994 - Felix Jaehn, Duits dj
- 1995 - Andreas Wellinger, Duits schansspringer
- 1996 - Bart Straalman, Nederlands voetballer
- 1997 - Aleksandra Orlova, Russisch freestyleskiester
- 1999 - Nikolai van Denemarken, Deens prins
- 2001 - Thomas Poll, Nederlands voetballer
- 2002 - Esther Morgan, Welsh voetbalster
- 2003 - Kiko Porto, Braziliaans autocoureur
- 2005 - Stina Kagevi, Zweeds wielrenster

## Overleden

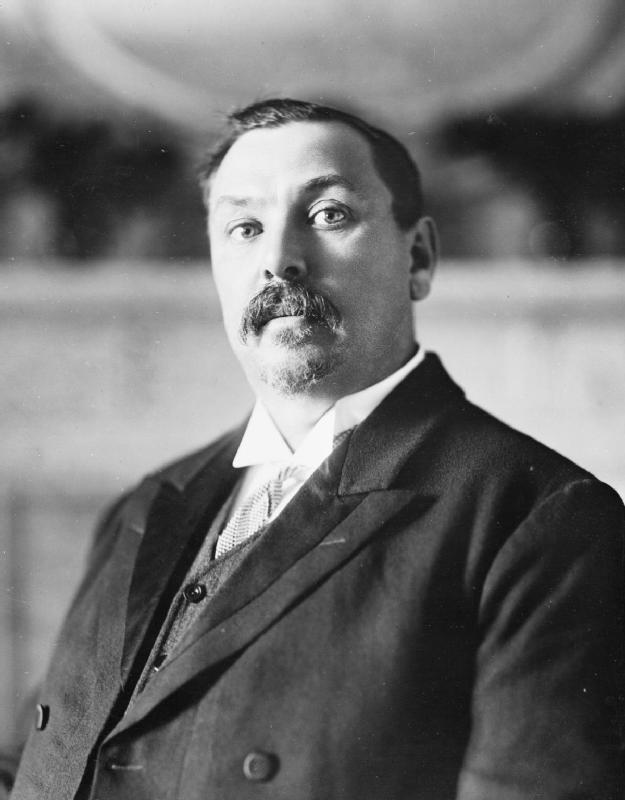
Louis Botha
overleden in 1919

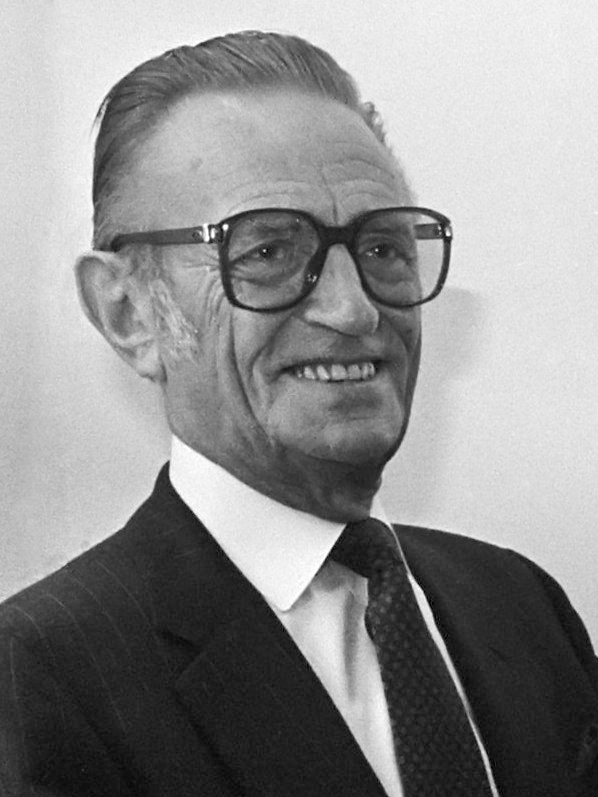
Willy Vandersteen
overleden in 1990

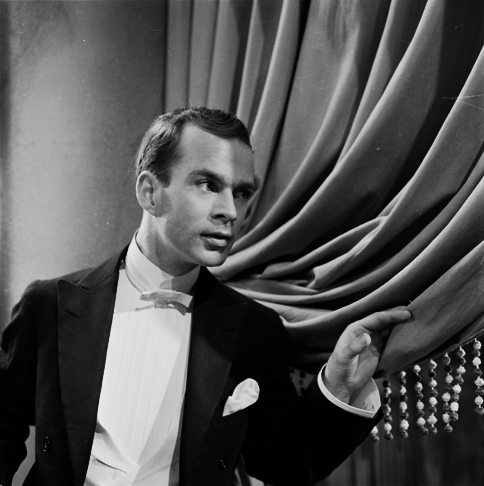
Henk van Ulsen
overleden in 2009

- 430 - Augustinus van Hippo (75), Noord-Afrikaans filosoof, theoloog en kerkvader
- 476 - Flavius Orestes, Romeins politicus en regent
- 1481 - Alfons V van Portugal (49), koning
- 1593 - Lodewijk van Württemberg (39), hertog van Württemberg
- 1645 - Hugo de Groot (62), Nederlands rechtsgeleerde
- 1862 - Albrecht Adam (76), Duits kunstschilder
- 1903 - Frederick Olmsted (81), Amerikaans landschapsarchitect, journalist en maatschappijcriticus
- 1916 - Vitus Bruinsma (65), Fries natuurwetenschapper en politicus
- 1919 - Louis Botha (56), Boerenleider in Zuid-Afrika
- 1935 - Anton Handlirsch (70), Oostenrijks entomoloog
- 1943 - Boris III van Bulgarije (49), tsaar van Bulgarije
- 1947 - Manolete (29), Spaans stierenvechter
- 1950 - Ernest Douwes Dekker (70), Nederlands-Indisch publicist en politicus
- 1955 - Emmett Till (14)
- 1959 - Bohuslav Martinů (68), Tsjechisch componist
- 1960 - Anton Lajovic (81), Sloveens rechter en componist
- 1969 - Henk Janssen (79), Nederlands touwtrekker
- 1977 - Mike Parkes (45), Brits Formule 1-coureur
- 1978 - Kofi Abrefa Busia (65), Ghanees premier
- 1978 - Robert Shaw (51), Brits acteur en toneelschrijver
- 1979 - Gerard Nederhorst (71), Nederlands politicus
- 1981 - Paul Anspach (99),Belgisch schermer en sportbestuurder
- 1985 - Ruth Gordon (88), Amerikaans actrice
- 1987 - John Huston (81), Amerikaans filmregisseur en filmacteur
- 1990 - Willy Vandersteen (77), Belgisch stripauteur
- 1991 - Vince Taylor (52), Engels rock-'n-rollzanger
- 1995 - Michael Ende (65), Duits schrijver
- 1997 - Frans Van der Elst (77), Belgisch politicus (Volksunie) en advocaat
- 2001 - Phil Cade (85), Amerikaans Formule 1-coureur
- 2002 - Piet Vink (75), Nederlands politicus
- 2005 - Hans Clarin (75), Duits acteur
- 2006 - Ed Benedict (94), Amerikaans tekenfilmtekenaar
- 2006 - Kees Lekkerkerker (95), Nederlands letterkundige
- 2006 - Pip Pyle (56), Brits musicus
- 2006 - Melvin Schwartz (73), Amerikaans natuurkundige
- 2007 - Antonio Puerta (22), Spaans voetballer
- 2008 - Phil Hill (81), Amerikaans autocoureur
- 2008 - Bert Riether (47), Nederlands voetballer
- 2008 - Chidananda Saraswati (91), Indiaas yogi
- 2009 - Frank Gardner (78), Australisch autocoureur
- 2009 - Herman Passchier (90), Nederlands pedagoog
- 2009 - Henk van Ulsen (82), Nederlands acteur
- 2012 - Sjef Diederen (80), Nederlands troubadour
- 2012 - Ramón Sota (74), Spaans golfspeler
- 2013 - László Gyetvai (94), Hongaars voetballer
- 2014 - Ad van de Gein (92), Nederlands componist en pianist
- 2015 - Ariane Meijer (48), Nederlands juriste, presentatrice, columniste en schrijfster
- 2015 - Guido Terryn (72), Belgisch voormalig roeicoach
- 2015 - Józef Wesołowski (67), Pools aartsbisschop en nuntius
- 2016 - Harry Fujiwara (82), Amerikaans professioneel worstelaar en manager
- 2017 - Mireille Darc (79), Frans actrice
- 2017 - Jilles Vermaat (71), Nederlands darter
- 2018 - Tim Visterin (77), Belgisch zanger
- 2019 - Michel Aumont (82), Frans acteur
- 2019 - Nancy Holloway (86), Amerikaans zangeres
- 2019 - Sogyal Rinpoche (72), Tibetaans geestelijke
- 2020 - Chadwick Boseman (44), Amerikaans acteur, filmproducent, filmregisseur en scenarioschrijver
- 2020 - Catherine d'Ovidio (61), Frans bridgespeelster
- 2020 - Antoinette Spaak (92), Belgisch politica
- 2021 - Catherine MacPhail (75), Brits schrijfster
- 2022 - Manzoor Hussain (63), Pakistaans hockeyer
- 2023 - Roger Van Hool (82), Belgisch acteur

## Viering/herdenking

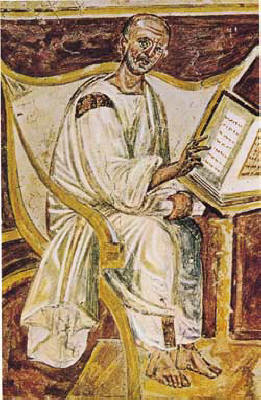
Oudste afbeelding van Augustinus (6e eeuw), fresco in Sint-Jan van Lateranen, Rome

- Groningen: Gronings Ontzet (zie ook 17 augustus)
- Hongkong - Bevrijdingsdag (1945)
- Rooms-Katholieke kalender:
  - Heilige Augustinus (van Hippo) († 430), Patroon v. boekhandelaars en bibliothecarissen, bisschop van Hippo, theoloog en kerkvader - Gedachtenis
  - Heilige Edmond Arrowsmith († 1628)
  - Heilige Bibianus/Vivianus (van Saintes) († c. 460)
  - Heilige Hermes van Rome († 120)
  - Heilige Alexander van Constantinopel († c. 340)
  - Heilige Mozes van Lybië († c. 405)
  - Zalige Adeline († c. 930)
  - Zalige Hugo More († 1588)

## Weerextremen

### Nederland
| | Officiële records | Officiële records | Officiële records |      | Landelijke records | Landelijke records | Landelijke records  |
| Gebeurtenis | Jaar              | Extreem           | Locatie           | Jaar | Extreem            | Locatie            |                     |
| --- | ----------------- | ----------------- | ----------------- | ---- | ------------------ | ------------------ | ------------------- |
| Laagste etmaalgemiddelde temperatuur (°C) | 1963              | 11,5              | De Bilt           |      | 1940               | 11,1               | Eelde               |
| Hoogste etmaalgemiddelde temperatuur (°C) | 1930              | 23,7              | De Bilt           |      | 2019               | 24,9               | Nieuw Beerta        |
| Laagste minimumtemperatuur (°C) | 1965, 1974        | 4,7               | De Bilt           |      | 1965               | 3,5                | Soesterberg, Volkel |
| Hoogste minimumtemperatuur (°C) | 2016              | 17,7              | De Bilt           |      | 2019               | 20,0               | Lauwersoog          |
| Laagste maximumtemperatuur (°C) | 1963              | 13,8              | De Bilt           |      | 1963               | 13,8               | De Bilt             |
| Hoogste maximumtemperatuur (°C) | 1930              | 30,9              | De Bilt           |      | 1930               | 34,2               | Maastricht          |
| Hoogste uurgemiddelde windsnelheid (m/s) | 1917              | 17,0              | De Bilt           |      | 1917               | 23,7               | De Kooy             |
| Hoogste windstoot (m/s) | 1956-1957, 1959   | 15,4              | De Bilt           |      | 1995               | 30,9               | Hoek van Holland    |
| Langste zonneschijnduur (uur) | 1975              | 12,8              | De Bilt           |      | 2001               | 13,2               | Wilhelminadorp      |
| Langste neerslagduur (uur) | 1996              | 8,5               | De Bilt           |      | 1996               | 18,0               | Arcen, Maastricht   |
| Hoogste etmaalsom van de neerslag (mm) | 1969              | 26,3              | De Bilt           |      | 1996               | 47,1               | Eindhoven           |
| Laagste etmaalgemiddelde relatieve vochtigheid (%) | 1933              | 61                | De Bilt           |      | 1933               | 47                 | Maastricht          |
| Laagste uurwaarde luchtdruk op zeeniveau (hPa) | 1917              | 986,0             | De Bilt           |      | 1917               | 981,9              | De Kooy             |
| Hoogste uurwaarde luchtdruk op zeeniveau (hPa) | 1906              | 1031,8            | De Bilt           |      | 1906               | 1031,8             | De Bilt, De Kooy    |
| Officiële records worden altijd gemeten op het KNMI-weerstation in De Bilt. Landelijke records kunnen worden gemeten op elk officieel KNMI-weerstation in Nederland. |                   |                   |                   |      |                    |                    |                     |

Uitzonderlijke gebeurtenissen
- 1930 - Laatste officiële tropische dag van het jaar (maximumtemperatuur ≥ 30 °C in De Bilt)
- 1945 - Laatste officiële zomerse dag van het jaar (maximumtemperatuur ≥ 25 °C in De Bilt)
- 1988 - Laatste officiële zomerse dag van het jaar (maximumtemperatuur ≥ 25 °C in De Bilt)

### België
Dagrecords
- 1998 - Laagste etmaalgemiddelde temperatuur 11,9 °C
- 1930 - Hoogste etmaalgemiddelde temperatuur 25,9 °C
- 1896 - Laagste minimumtemperatuur 6,2 °C
- 1930 - Hoogste maximumtemperatuur 31,9 °C
- 1996 - Hoogste etmaalsom van de neerslag 56,4 mm

Uitzonderlijke gebeurtenissen
- 1927 - Tornado veroorzaakt schade in de streek van Bièvre.
- 1978 - Minimumtemperatuur in de vallei van de Lesse in Rochefort: 0 °C.
- 2006 - Er ontstaat een waterhoos voor de kust van Knokke die kort de vaste wal weet te bereiken en enige schade veroorzaakt. Een tornado in Hoogstraten richt meer schade aan bij een tuinbedrijf.
- 2006 - De maximumtemperatuur blijft met, als hoogste waarde, 12,0 °C in Elsenborn (Bütgenbach) erg laag.

<< · 1 · 2 · 3 · 4 · 5 · 6 · 7 · 8 · 9 · 10 · 11 · 12 · 13 · 14 · 15 · 16 · 17 · 18 · 19 · 20 · 21 · 22 · 23 · 24 · 25 · 26 · 27 · 28 · 29 · 30 · 31 · >>